# Микро-копия
Микрокопия (на английски: Microcopy) – думите, използвани в дигиталните продукти – като уебсайтове, приложения, машини за самообслужване и професионални системи – пряко свързани с действията на потребителя, в рамките на потребителското изживяване:
- Мотивация за извършване на някакво действие
- Насоки, предоставени на потребителите, докато са в действие
- Коментари, получени от потребителите след извършване на действието

Предупрежденията в рамките на интерфейса, електронната поща и съобщенията, свързани с потребителското изживяване също попадат в тази дефиниция. Маркетинговото съдържание, което не е пряко свързано с действията на потребителите, не се счита за микрокопирано.

## Източник на понятието
През 2009 г. Джошуа Портър (Joshua Porter) написа характеристика на потребителското изживявяне в публикация, озаглавена „Писане на микрокопия“

## Езикова характеристика
Микрокопията са част от езика на марката, който се решава чрез процес, наречен дизайн на гласа и тона (Voice and tone design).
Изследването на потребителския опит е установило, че характеристиката на езика значително влияе върху възприятието на марката в очите на потребителите.
Процесът на характеризиране на езика обикновено се състои от четири стъпки:
1. Изследване на визията, мисията и ценностите на марката
2. Изследване на нуждите, надеждите и притесненията на целевата аудитория
3. Интервю с ключови хора на марката (собственици и маркетинг, дигитално и потребителско изживяване)
4. Писане на документ за характеристика на езика

След написването на документа, може да се започне с писането чрез микрокопия според характеристиката на езика. Това гарантира, че марката има единен глас във всички цифрови платформи и че езикът ѝ е уникален и такъв, който я отличава от останалите.

## Списък на интерфейсните компоненти, използвани от микроскопия
- Регистрационни форми и формуляри за влизане
- Форми за създаване и възстановяване на парола
- Формуляр за регистрация на пощенски списък
- Бутони
- Съвет (подсказка; tooltip)
- Превъртате списък (падащо; dropdown)
- Съобщения за грешка
- Съобщения за потвърждение
- Нулеви състояния (empty states)

## Хумор в микроскопията
Някои хора погрешно смятат, че микрокопирането означава смешни текстове в интерфейса. Всъщност използването на хумор може да послужи или да навреди на марката, в зависимост от характера на марката, нейната целева аудитория и ситуацията.